# Lika Unika
Lika Unika, federationen mänskliga rättigheter för personer med funktionsnedsättning, var en samarbetsorganisation för funktionshinderorganisationer som företräder personer med funktionsnedsättningar i Sverige från 2009 till 2019. Organisationen avvecklades vid årsskiftet 2019/2020. 
Organisationen har lyft frågor om mänskliga rättigheter för personer med funktionsnedsättning och satt med i regeringens funktionshindersdelegation mellan 2011 och 2019. Ett prioriterat mål var att verka för implementering av FN:s konvention om rättigheter för personer med funktionsnedsättning. 

## Medlemmar
Som mest hade Lika Unika följande medlemmar: 
- Förbundet Sveriges Dövblinda (FSDB)
- Hörselskadades Riksförbund (HRF)
- Neuroförbundet
- Synskadades Riksförbund (SRF)
- Riksförbundet för Rörelsehindrade Barn och Ungdomar (RBU)
- Sveriges Dövas Riksförbund (SDR)

Neuroförbundet gick ur som medlem 2018 och SRF, HRF och FSDB gick ur 2019.